# Mangalam (Tirupur)
Mangalam es una ciudad censal situada en el distrito de Tirupur en el estado de Tamil Nadu (India). Su población es de 17699 habitantes (2011). Se encuentra a 10 km de Tirupur y a 36 km de Coimbatore.

## Demografía
Según el censo de 2011 la población de Mangalam era de 17699 habitantes, de los cuales 8847 eran hombres y 8852 eran mujeres. Mangalam tiene una tasa media de alfabetización del 83,35%, superior a la media estatal del 80,09%: la alfabetización masculina es del 88,74%, y la alfabetización femenina del 77,95%.